# 三遊亭圓駒
望月 晴峰・三遊亭 圓駒（さんゆうてい えんこま、1899年1月11日 - 1976年1月17日）は、日本の落語家、長唄囃子。三遊派に属する。本名∶村井 正彦。

## 概要
活動時期の詳細は不詳であるが、大正から昭和中期にかけて活動した。師匠は3代目三遊亭小圓朝、弟弟子には3代目三遊亭圓之助、6代目三遊亭圓橘らがいる。
順序は不明であるが、三遊亭圓駒の他にも7代目橘家小圓太、圓龍（亭号不明だが、恐らく三遊亭）と名乗っていたこともある。後に落語家から後の長唄囃子に転向し、望月太意七を経て望月晴峰となったとされる。
5代目古今亭志ん生、2代目快楽亭ブラックと同様に、改名回数が非常に多い。
一般的に知られている遍歴を記載すると、最初は1916年もしくは1917年ころに入門し橘家正之助といい、芝好、歌好、大正半ばころに三遊亭歌之輔、1919年に三遊亭右近、3代目三遊亭圓遊門下で月の家？月松、圓賀、1921年ころ？に月の家？花鏡、1924年に三遊亭小伝遊（小傳遊）、橘家小圓太、圓龍、1925年ころに2代目桂小文治門下で桂小扇治、1930年、31年ころに三遊亭圓駒に改名。
1976年1月に死去しているが、死因は不明、77歳没。

## 親族
太神楽の兄弟コンビ海老一染之助・染太郎は実の息子、テレビ東京総務人事局長の村井正信（染之助の三男）は孫に当たる。